# Dơi quạ Molucca
Dơi quạ Molucca (danh pháp hai phần: Pteropus chrysoproctus) là một loài động vật có vú trong họ Dơi quạ, bộ Dơi. Loài này được Temminck mô tả năm 1837. Loài dơi quạ này được tìm thấy trong các khu rừng vùng thấp (dưới 250 m trên mực nước biển) của đảo Seram (bao gồm cả vườn quốc gia Manusela), Buru, Ambon và Maluku đảo lân cận của miền đông Indonesia. Một loài Pteropus khác, pteropus argentatus, cho đến gần đây được coi là cùng một loài như P. chrysoproctus. Môi trường sống có diện tích ít hơn 20.000 km ² và đang giảm dần do nạn phá rừng. Vì lý do này, và bởi vì săn bắn của người dân địa phương, loài dơi quạ này được liệt kê vào nhóm loài sắp bị đe dọa trong danh mục của IUCN từ năm 1996.